# KASKR-2 (航空機)
 KASKR-2 / КАСКР-2
- 用途：オートジャイロ
- 設計者： N・カーモフとN・スクルジーンスキイ
- 製造者： N・カーモフとN・スクルジーンスキイ
- 運用者：試験のみ
- 初飛行：1930年9月2日
- 生産数：1 機
- 運用状況：退役

KASKR-2(ロシア語:КАСКР-2 カースクル・ドヴァー)は、ソ連の航空機設計者ニコラーイ・イーリイチ・カーモフ(Николай Ильич Камов)とニコラーイ・キリーロヴィチ・スクルジーンスキイ(Николай Кириллович Скржинский)が開発した軽オートジャイロ(Легкий автожир)。名称は、両者の姓に由来する開発グループ名「KASKR」からつけられた。
なお、名称はKaSkr-2と表記されることもある。

## 概要
1920年代末、ソ連では初のオートジャイロとなるKASKR-1の開発が続けられていた。しかしながら、この機体は試験中の事故により試験中の事故により大破してしまった。そこで、1930年、ソ連の若い設計者たちはKASKR-1をベースにより能力の高いオートジャイロ、KASKR-2を開発した。これはもとのKASKR-1を修復したものであったが、ノーム・エ・ローヌ製のより強力なチターン・エンジンが搭載されていた。オートジャイロの性能試験では労農赤軍航空軍科学試験研究所(NII VVS；Научно-испытательный институт (НИИ) ВВС РККА:前後して幾度か名称は変更しているが、1990年以降現在はロシア連邦国防省ヴァレーリイ・パーヴロヴィチ・チュカーロフ記念国立航空試験センター(GLITs；Государственный летно-испытательный центр (ГЛИЦ) МО РФ им. В.П.Чкалова)と呼ばれている機関の前身)の専門家たちが参加した。1930年から翌1931年の間に、NII VVSにおいて90回の試験飛行が行われた。最大飛行継続時間は、ドミートリイ・アレクサーンドロヴィチ・コーシツ(Дмитрий Александрович Кошиц)の記録した28 分であった。KASKRグループには、ノヴォチェルカッスク工業大学の学生であったミハイール・レオーンチエヴィチ・ミーリ(Михаил Леонтьевич Миль)も見習いとして参加していた。彼は、その後カモフが開設したカーモフ設計局とともにソ連を代表するヘリコプター設計局となったミーリ設計局(日本ではミル設計局として知られる)の開設者となった。
ニコラーイ・イーリイチ・カーモフは、彼に二人の試験エンジニアを提供することに関してNII VVSの幹部の同意をあらかじめ確保することに成功した。そのようにして、飛行に際してはテストパイロットのドミートリイ・コーシツが派遣された。1930年9月2日、「赤い技術者」の飛行に赤軍空軍長官のP・I・バラーノフ(П.И. Баранов)が視察に訪れた。そして、機体は機体を裏切らなかった。KASKRは12から15 mの高度で数分間飛行を続け、それは毎30 秒に行われた。この飛行は、無駄にはならなかった。赤軍空軍の司令官は、このオートジャイロに新しいチターン・エンジンを調達した。235 馬力の出力を発揮するチターン・エンジンは、明らかに出力不足であった120 馬力のローヌ・エンジンにかえて機体に取り付けられた。新エンジンの搭載により、機体はKASKR-2とその名を改めた。KASKR-2としての初飛行は、1931年1月11日に実施された。
1931年3月21日、モスクワのトゥーシノにある中央飛行場(Центральный аэродром)で、カーモフとスクルジーンスキイのオートジャイロは最新の航空技術の展示を国家の首脳陣に披露した。ヨシフ・スターリン、クリメント・ヴォロシーロフ、ヴャチェスラフ・モロトフは長い間戦闘機や爆撃機の行列を見ていたが、最新型の飛行装置がパレードを締め括った。カーモフ自身がスターリンにその機体について報告をした。そして、「ソ連の飛行家の最良の友」は、KASKRに対し大いに関心を寄せた。コーシツと設計者は、効果的な飛行を続けた。飛行上空で3度旋回したのち、操縦士は見事な滑空をしてKASKR-2を政府高官の観覧席の近くに着陸させた。機体は、数 mを滑走して停止した。のち、バラーノフは政府高官たち、とりわけスターリンはオートジャイロをたいへん気に入った、と語った。
国の指導者たちのKASKRへの関心は、ソ連におけるオートジャイロ技術の発展に大いに寄与した。「赤いエンジニア」の設計者たちは、TsAGIの特別設計局(Бюро особых конструкций при ЦАГИ；略称:БОК ЦАГИ)に移動し、新たな機体の開発に着手した。スクルジーンスキイはオートジャイロA-4の開発に携わり、カーモフはA-7の設計の指揮にかかった。A-7は、ソ連の赤軍空軍の要求に沿って設計された近接偵察機兼弾着観測機であった。カーモフの設計作業には、多くの航空機設計者が協力した。M・L・ミーリ(М. Л. Миль)、N・S・テレホフ(Н. С. Терехов)、V・A・ソロドヴニコフ(В. А. Солодовников)、A・Ye・レーベデフ(А. Е. Лебедев)、V・I・バルシェフ(В. И. Баршев)、V・S・モローゾフ(В. С. Морозов)、I・I・アンドレーエヴァ(И. И. Андреева)が有名である。

## スペック
- 初飛行：1930年
- 回転翼直径：12.00 m
- 全長：9.00 m
- 空虚重量：865 kg
- 最大離陸重量：1100 kg
- 発動機：ノーム・エ・ローヌ製 チターン(Titan) レシプロエンジン ×1
- 出力：225 馬力
- 最高速度：110 km/h
- 飛行継続時間：0.5 時間
- 実用飛行上限高度：450 m
- 乗員：1 名